# Min plats på jorden
Min plats på jorden är en sång skriven av bland andra Py Bäckman, Anders Hansson, Fredrik Kempe, och inspelad av Malena Ernman på albumet La Voix du Nord 2009 och framfördes på en konsert under födelsedagsfirandet av Kronprinsessan Victoria den 14 juli 2009. Låten blev även en stor hit på Svensktoppen, där den gick in den 20 september 2009 och hördes på listan för sista gången, efter 26 veckor, den 14 mars 2010. Veckan därpå hade den blivit från listan.
Malena Ernman framförde låten vid ett ekumeniskt evenemang i Malmö Arena den 31 oktober 2016. Närvarande var bland annat påve Franciskus, generalsekreterare för Lutherska världsförbundet Martin Junge, samt ordförande för Lutherska Världsförbundet Munib Younan.